# 신재효
신재효(申在孝, 1812년 ~ 1884년)는 조선국 가선대부 등을 지낸 조선 말의 판소리 연구가인 동시에 판소리 작가이자 문신이다. 가선대부, 오위장 등을 지냈다.
자(字)는 백원(百源), 호(號)는 동리(桐里)·호장(戶長)이고 본관은 평산(平山)이며 조선 전라도 고창현(지금의 대한민국 전북틀별자치도 고창군) 출생.

## 생애
아버지 신광흡(申光洽)은 경기도 고양군(지금의 대한민국 경기도 고양시) 출생으로 한성부(지금의 대한민국 서울)에서 직장을 지내다가 전라도 고창현(지금의 대한민국 전라북도 고창군)에 정착했다. 어머니는 경주 김씨로 절충장군 김상려의 딸이다. 1812년 전라도 고창현에서 출생하였으며, 아버지에게 수학하였고, 1850년(철종 1) 무렵 40여 세까지는 집안 일에 종사하다가 가산이 넉넉해지자 이후 판소리 연구에 전력하였다.
1866년 병인양요 당시 프랑스군이 조선군과의 싸움에서 큰 타격을입고 패하자 이를 기뻐하여 전승을 축하하는 노래인 <괘씸한 서양 되놈>이라는 노래를 작곡하였다. 이 노래는 괘씸하다 서양되놈, 무군무부 천주학을 네나라나 할 것이지 라며 질타하였고 남은 목숨 도생하려고 바삐 도망친다며 조롱하였다.
1868년 경복궁 낙성 기념식에서 중요한 순서를 맡았으며 명당축원, 성조가, 방아타령 등을 지어 제자인 광대 진채선으로 하여금 흥선대원군 앞에서 부르게 하였다. 이 공로로 그는 당상관에 준하는 명예직을 하사받았다. 경복궁 중건 축하공연을 계기로 대원군 정권과 가까운 관계를 맺으며 판소리계에 두각을 나타내기도 하였다.
1876년(고종 13년) 대흉작이 들었을 때 굶주리는 사람들을 위해 자신의 사재를 털어 구호활동을 하였다. 그해 굶주리는 사람을 구제한 공으로 통정대부(通政大夫)가 되고, 이어 절충장군(折衝將軍)을 거쳐 가선대부(嘉善大夫)에 승품(陞品)되고 호조 참판(戶曹參判)으로 동지중추부사(同知中樞府事)를 겸직했다.
고종 때는 음서로 오위장을 지냈으며, 당시까지만 해도 판소리는 기생이나 광대가 아무 계통 없이 불러왔는데, 그는 이를 통일하여 《춘향가》, 《심청가》, 《박타령》, 《가루지기타령》, 《토끼타령》, 《적벽가》 등 여섯 마당로 체계를 세우고 독특한 창의로 판소리 사설 문학을 이루었다. 특히 《춘향전》, 《박타령》, 《토끼타령》, 《심청전》, 등을 창극화했다. 시문집이 전해진다.

### 사후
전라북도 고창군 고창읍 성두리에 묘가 있으며, 1890년 한산시회에서 송덕비를 건립하였다. 판소리 사설 외에도 30여 편의 단가러혹은 허두가(虛頭歌)라고 하는 노래를 기었다.

## 평가
그의 전 작품에는 서민적인 해학성과 사실성이 넘치고 있다. 문하에서 김세종(金世宗), 정춘풍(鄭春風), 진채선, 허금파 등 많은 명창을 길러냈다. 진채선은 여자 광대로 여자도 판소리를 할 수 있는 길을 열었으며, 춘향가를 남창과 동창으로 구분하여 어린 광대가 수련할 수 있는 대본을 마련하기도 하였다.
한편 그가 작품활동을 통해 생동하는 민중성을 소거하는 대신 보수적인 성향을 강화시키는 역할을 하였다는 주장도 있다.

## 주요 작품
- 《춘향가》
- 《심청가》
- 《박타령》
- 《가루지기타령》
- 《토끼타령》
- 《적벽가》

## 가족 관계
- 아버지 : 신광흡(申光洽)
- 어머니 : 경주 김씨

## 관련 문화재
- 고창 신재효 고택 - 중요민속문화재 제39호

## 신재효를 연기한 배우
- 류승룡 : 2015년 영화 《도리화가

## 같이 보기
- 《춘향전》
- 《심청전》
- 《흥부전》
- 《별주부전》
- 흥선대원군
- 진채선